# Frontière entre le Guyana et le Suriname
La frontière entre le Guyana et le Suriname est la frontière séparant le Guyana et le Suriname.

## Tracé
La frontière terrestre suit le fleuve Corentyne. Deux points sont sources de contestation entre les deux pays :
- la possession du cours même de la Corentyne (le Suriname revendique une frontière sur la rive gauche du fleuve, le Guyana le talweg) ;
- une région au sud, entre les rivières New (frontière revendiquée par le Suriname) et Kutari (frontière revendiquée par le Guyana), deux affluents de la Corentyne.

Du fait de la querelle frontalière concernant la Corentyne, il existait également un contentieux au sujet de la frontière maritime entre les deux pays. Ce différend a été tranché le 17 septembre 2007 par la Cour permanente d'arbitrage (CPA), qui a considéré que la méthode de l'équidistance devait être utilisée pour délimiter le plateau continental et la zone économique exclusive.

## Histoire
Durant les guerres napoléoniennes, le Royaume-Uni occupe les colonies néerlandaises en Guyane (Démérara, Berbice, Essequibo et Suriname). À l'époque, la frontière entre les colonies de Berbice et de Suriname n'est pas encore clairement définie, bien qu'un accord conclu entre leurs gouverneurs respectifs en 1799 attribue toute la région jusqu'à la rive gauche de la Corentyne à la colonie de Berbice. Par le traité anglo-néerlandais de 1814, les Pays-Bas renoncent formellement aux colonies de Demerara, Berbice et Essequibo au profit du Royaume-Uni, mais conservent le Suriname. En 1831, les trois colonies sont réunies au sein d'une nouvelle entité, la Guyane britannique.
En 1841, l'explorateur britannique Robert Hermann Schomburgk remonte la Corentyne afin d'établir la frontière entre la colonie britannique et la néerlandaise. Il la fixe sur la Kutari, qu'il juge être le bras principal du fleuve. Toutefois, en 1871, le géologue britannique Barrington Brown découvre un affluent de la Corentyne, la New, plus large que la Kutari selon lui. La New étant située à l'ouest de la Kutari, le triangle d'environ 16 000 km2 que délimitent les deux cours d'eau devient une région disputée entre les deux pays. En 1899, l'arbitrage de Paris, chargé de trancher la querelle anglo-vénézuélienne concernant la Guayana Esequiba, conclut également en faveur de la Guyane britannique concernant le problème de sa frontière orientale.
En 1936, une commission mixte ébauche un compromis : les Pays-Bas se verraient attribuer la Corentyne, mais abandonneraient leurs revendications sur le triangle de la New. Un point est également défini sur la rive ouest de la Corentyne comme départ de la frontière maritime entre les colonies, qui formerait un angle de 10 degrés avec la méridienne. L'éclatement de la Seconde Guerre mondiale empêche la conclusion de cet accord. De nouvelles tentatives d'arrangements prennent place à la fin des années 1950 et au début des années 1960, sans déboucher sur rien de concret, tandis que des incidents éclatent dans la zone du triangle de la New. Toutes les tentatives de résoudre ce différend ont échoué jusqu'à présent.